# Srch
Srch (en allemand : Sirch) est une commune du district de Pardubice, dans la région de Pardubice, en République tchèque. Sa population s'élevait à 1 745 habitants en 2024.

## Géographie
Srch se trouve à 6 km au nord-nord-ouest du centre de Pardubice, à 15 km au sud-sud-ouest de Hradec Králové et à 95 km l'est de Prague.
La commune est limitée par Stéblová et Hrobice au nord, par Němčice et Staré Hradiště à l'est, par Pardubice au sud et par Lázně Bohdaneč à l'ouest.

## Histoire
La première mention écrite du village date de 1436.

## Administration
la commune se compose de trois sections :
- Hrádek
- Pohránov
- Srch

## Transports
Par la route, Srch se trouve à 7,5 km de Pardubice et à 117 km de Prague. 